# Jane Moraes
Jane Vicentina do Espírito Santo (Tatuí, 1943), mais conhecida como Jane Moraes, é uma cantora brasileira.
Iniciou sua carreira como profissional na orquestra do Zezinho e Luiz Arruda Paes, como crooner e vocalista com seus irmãos Sidney, Geraldo e Roberto. Apresentou-se em seguida durante um ano e meio no saudoso “João Sebastião Bar”,com o grupo de Ely Arcoverde. Neste mesmo tempo, gravou seu primeiro disco solo Janinha, com músicas de Walter Santos (Amanhã e Caminho) pela gravadora Farroupilha.
Logo depois, formou o conjunto vocal "Os 3 Moraes" junto com seus irmãos Sidney e Roberto.  Além de seus próprios discos, participaram das gravações e dos shows dos artistas: Baden Powell, Chico Buarque, Eduardo Gudin, Johnny Alf, entre outros. Participaram de todos os festivais de música da época, intrepretando canções de Eduardo Gudin, Tom Zé, Egberto Gismonti entre outros.
Jane Moraes foi convidada por Chico Buarque para cantar solando em seu disco a música “Com açúcar e com afeto”.
Em 1972 ganhou o  primeiro lugar no Festival Universitário da TV Tupi, canal 4. Gravou, já em carreira solo, pela gravadora Odeon, músicas de Lupicínio Rodrigues, Tom Jobim e Eduardo Gudin. Atuou em publicidade, onde gravou varias peças (jingles) e trilhas sonoras para TV e filmes, e se apresentou durante 11 anos também na música comercial. Na década de 70, Jane formou, ao lado de seu marido Herondy Bueno, a dupla Jane & Herondy, que fez sucesso com a canção "Não se vá", entre outras. 
Em 1991, Jane Moraes voltou a se apresentar, retornando ao seu estilo jazz e Bossa Nova, cantando no Sesc Pompéia no projeto “Via Paulista” ao lado de Heraldo do Monte e Johnny Alf e no “Ópera Room”, com o Show “Jane Moraes lado A”.
No momento ela lidera o projeto Clube da Bossa -- que visa trazer de volta a Bossa Nova com releituras de músicas da época e divulgando músicas novas no estilo.